# Dobele
Dobele är en stad i Dobele i Semgallen i södra Lettland, belägen vid floden Bērze. Staden har 11 191 invånare och en yta på 7 kvadratkilometer. Den omnämndes första gången 1254; den fick stadsrättigheter 1917.
I staden finns ruiner efter ett av Gustav II Adolf 1621 erövrat och av Karl XII 1701 bebott slott. 1658 tvang fältmarskalk Robert Douglas hertig Jakob av Kurland att utrymma det åt svenskarna, som behöll det till 1660.
I staden finns en krater, känd som Dobele-kratern. Staden finns en protestantisk kyrka och den utgör en station på järnvägen Riga-Liepaja.

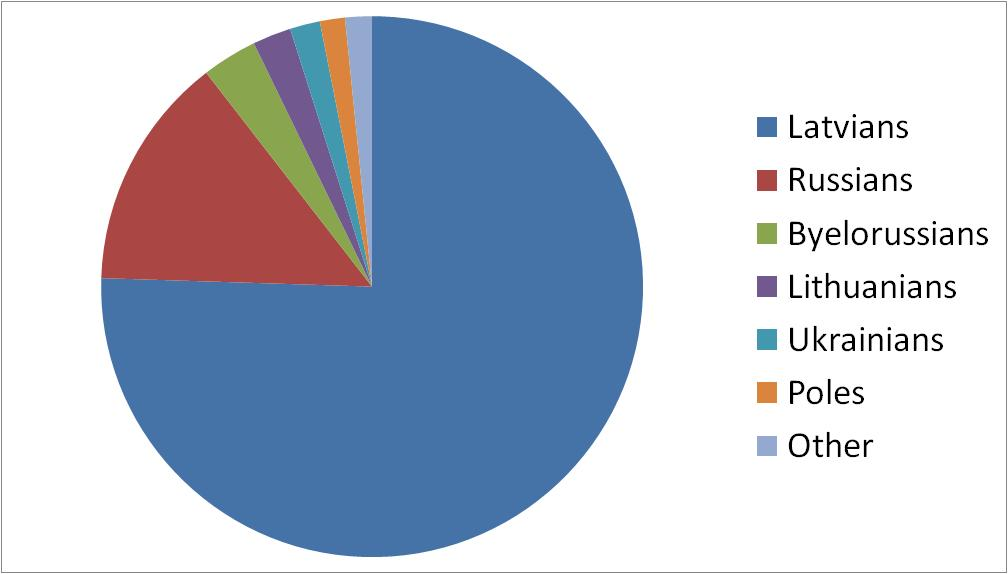
Fördelningen av olika etniciteter i Dobele.

För närvarande[när?] utgörs 75,5 % av den totala befolkningen av letter, den största minoriteten är ryssar – 14 %, följd av vitryssar - 3,3 %, litauer - 2,3 %, ukrainare - 1,8 %, polacker - 1, 5 % och övriga etniciteter - 1,6 %.